# Xã Ridge, Quận Carroll, Missouri
Xã Ridge (tiếng Anh: Ridge Township) là một xã thuộc quận Carroll, tiểu bang Missouri, Hoa Kỳ. Năm 2010, dân số của xã này là 441 người.